# Harpiniopsis galerus
Harpiniopsis galerus är en kräftdjursart som beskrevs av J. L. Barnard 1960. Harpiniopsis galerus ingår i släktet Harpiniopsis och familjen Phoxocephalidae. Inga underarter finns listade i Catalogue of Life.